# Rascle
El rascle es un arte utilizado para la pesca del coral. 

## Partes
el rascle consta de las siguientes partes esenciales: 
1. de la especie de horquilla grande de madera.
2. de dos hierros de particular configuración.
3. de una bolsa de red.
4. de una gruesa piedra.
5. de una larga cuerda.

La horquilla tiene de largo cinco palmos y la circunferencia o grueso de ambos brazos es de palmo y medio, con alguna disminución hacia los extremos. Cada hierro separadamente consta del largo de dos y medio palmos por lo menos cuando se hallan clavados a los extremos de la horquilla presentan un cuadrilongo en cuya armazón se cose la bolsa de la red.
En el hecho de forjar ambos hierros además de los correspondientes agujeros de trecho a trecho por toda su longitud para coser la red se forma en cada remate cierta manecilla del mismo material con dirección semicurva y en ella también sus respectivos agujeros a efecto de poder clavar uno y otro con firmeza a los extremos de la horquilla quedando hacia afuera las partes rectas para que se verifique el citado cuadrilongo. Con él, la red siempre tiene abierta aquella cavidad o boca del saco, para que en el hecho de pasar el hierro raspando o arrastrando por los fondos del mar con el impulso del movimiento del barco, levante porción de arena abarcando y tragando entre ella los ramos de coral caídos, además de algunas piedras, mariscos y hierbas: lo cual regularmente queda dentro de él, al paso que la arena sale por entre sus mallas.
Aunque el rascle en la acción del rastreo, tropezando con alguna piedra u por otra causa sufra algún trastorno, volviéndose lo de abajo arriba; siempre este arte, según la disposición de la máquina, queda con la misma aptitud. 
La bolsa de red consta de seis palmos de largo y su anchura de cinco y las mallas son de media pulgada en cuadro poco más o menos. Se asegura esta red cosiéndola en la extensión que forman los hierros mediante los agujeros que latitudinalmente para el efecto tienen.
La piedra afianzada en el centro de la horquilla con varias vueltas de cuerda, es por lo regular del peso de cuatro arrobas, pero en los artes de crecido tamaño a proporción aumentan los pescadores la gravedad hasta cinco o más arrobas. Esta especie de plomada hace que la máquina baje al fondo y contribuye a mantener la posición horizontal con que debe verificar su rastreo.
Para el calamento sirve la cuerda a cuyo efecto se halla fuertemente adherida por la parte más firme del armazón pues mediante el agujero que taladra el extremo más grueso de ella por donde se introduce y el punto de apoyo o aumento de fuerza de un nudo doble después de enfilada, es muy difícil que pueda soltarse a menos de que por un raro e imprevisto accidente se rompa o falte por otra parte. El punto de seguridad más esencial es el mismo nudo doble y por eso exige en la vigilancia de los pescadores, antes de calar su arte, registrar preventivamente el estado en que se halla. Y cuando vieren algo de rozadura en él o partes inmediatas, es forzoso se corte toda la porción gastada o endeble haciendo nuevos nudos sin economizar cuerda porque de lo contrario, no será de admirar que quede en el fondo del mar la máquina cuyos movimientos estriban en aquel punto, según los del barco.

## Uso del racle
Con semejante objeto van remando los pescadores para que no cese el movimiento del barco, cuyo impulso continuado por la comunicación de la cuerda obliga al Rascle a que rasque los fondos por donde pasa conforme el mayor o menor esfuerzo de los remeros o bien el que facilita el viento para el uso de la vela.
Cuando al patrón le parece que la red puede contener porción de coral, manda a los marineros detener los remos, dispone que se recoja el arte y verificado, extraer el coral, piedras, herbajes y broza que naturalmente recoge la red, la cual dejan limpia y desembarazada para volverla a echar a continuar la pesca.
La cuerda es de la misma mena y material que la que se usa en la Coralera pero para el rascle siempre se debe contar con más brazas porque como éste, además de la proporción de los fondos, rastrea como la pareja en su pesca respectiva, debe largarse mayor número de ellas, para lo que necesita u ocupa la distancia desde la popa del barco hasta la atadura de la máquina puesto que sin ella, sería imposible se verificase el rastreo.